# فرزان دانا
فرزان دانا (۲۵ اسفند ۱۳۷۷، شیراز) یک بازیکن فوتبال اهل ایران است که در پست‌های مهاجم و هافبک تهاجمی بازی می‌کند.
وی سابقه دعوت شدن و بازی در تیم‌ ملی امید ایران را نیز دارد.
او هم‌چنین یک‌بار بهترین گلزن لیگ برتر جوانان کشور نیز گردیده‌است. 